# Yulián Gómez
Yulián Andrés Gómez Mosquera (El Ortigal, Miranda, Cauca, Colombia; 4 de agosto de 1997) es un futbolista colombiano. Juega de lateral izquierdo y actualmente milita en el Deportivo Cali de la Categoría Primera A de Colombia.

## Trayectoria

### Independiente Medellín
Debutó profesionalmente con el primer equipo del Independiente Medellín el 8 de julio de 2017 en el partido válido por la primera fecha de la Liga Águila 2. El director técnico del "Poderoso" Juan José Peláez le brindó toda la confianza al ponerlo como titular por la lateral izquierda. En su debut tuvo un buen desempeño, se mostró firme en marca y con mucha salida.

### Real Cartagena
En el 2018 fue a préstamo por un año al Real Cartagena.

### Unión Magdalena
En el 2019 fue a préstamo por un año al Unión Magdalena.

### Independiente Medellín
En el 2020 regresó al Independiente Medellín, con el que ganó la Copa Colombia del 2020 y en el que se mantuvo hasta el 2023.

### Deportivo Cali
El 20 de diciembre del 2023 se confirmó como nuevo refuerzo del Deportivo Cali, con vistas para el 2024.

## Clubes
| Club                   | País     | Año           |
| ---------------------- | -------- | ------------- |
| Independiente Medellín | Colombia | 2017          |
| Real Cartagena         | Colombia | 2018          |
| Unión Magdalena        | Colombia | 2019          |
| Independiente Medellín | Colombia | 2020-2023     |
| Deportivo Cali         | Colombia | 2024-presente |

## Estadísticas
| Club                              | Temporada           | Liga  | Liga  | Copa Nacional | Copa Nacional | Copa Internacional | Copa Internacional | Total | Total |
| Club                              | Temporada           | Part. | Goles | Part.         | Goles         | Part.              | Goles              | Part. | Goles |
| --------------------------------- | ------------------- | ----- | ----- | ------------- | ------------- | ------------------ | ------------------ | ----- | ----- |
| Independiente Medellín · Colombia | 2017                | 6     | 0     | 3             | 0             | 1                  | 0                  | 10    | 0     |
| Independiente Medellín · Colombia | Total               | 6     | 0     | 3             | 0             | 1                  | 0                  | 10    | 0     |
| Real Cartagena · Colombia         | 2018                | 35    | 3     | 3             | 0             | -                  | -                  | 38    | 3     |
| Real Cartagena · Colombia         | Total               | 35    | 3     | 3             | 0             | -                  | -                  | 38    | 3     |
| Unión Magdalena · Colombia        | 2019                | 37    | 1     | 3             | 0             | -                  | -                  | 40    | 1     |
| Unión Magdalena · Colombia        | Total               | 37    | 1     | 3             | 0             | -                  | -                  | 40    | 1     |
| Total en su carrera               | Total en su carrera | 78    | 4     | 9             | 0             | 1                  | 0                  | 88    | 4     |

## Palmarés

### Torneos nacionales
| Título        | Club                   | País     | Año  |
| ------------- | ---------------------- | -------- | ---- |
| Copa Colombia | Independiente Medellín | Colombia | 2020 |